# فیرلوس
فیرلوس (به لهستانی:  Firlus) یک روستا در لهستان است که در گمینا پاپووو بیسکوپیه واقع شده‌است.